# Eusarcus perpusillus
Eusarcus perpusillus is een hooiwagen uit de familie Gonyleptidae.